# Louis Hesselin
Sa charge lui permet de voyager en Italie en 1631-1632
Louis Cauchon, dit Louis Hesselin (1602-1662), est un aristocrate français.

## Biographie
Fils de Pierre Cauchon (mort avant 1614), auditeur à la Chambre des comptes, seigneur de Condé-en-Brie et d'Élisabeth Morin, il est dit Hesselin comme son grand-oncle Louis Hesselin dont il hérite à condition de prendre son nom (Lettres patentes de Louis XIII permettant à Louis Hesselin, maître ordinaire en la Chambre aux deniers, de porter ce nom au lieu de Louis Cauchon, pour exécuter la volonté de son oncle Louis Hesselin qui lui a légué par testament tous ses biens à condition de porter son nom, sans le surnom de Cauchon (Enregistrées au Parlement de Paris le 19 décembre 1626).
Les loisirs de sa charge (il en possèdera deux, et la moitié d'une troisième à sa mort) lui permettent de voyager en Italie (Venise et Florence (1631-1633) puis Venise et Rome (1636-1637) où il fait la connaissance, à Venise, de Tiberio Tinelli, à Florence, de Giacomo Torelli, et Stefano Della Bella et, lors de son passage à Rome, de "sauver" Sebastien Bourdon de l'Inquisition. Il en rapporte des tableaux, des bronzes, du mobilier en "pietra dura" et des "bagatelles". Sa curiosité pour l'optique l'amène à prendre connaissance des travaux de Lodovico Cigoli (il aurait rapporté sa "machine" à Paris) et à fréquenter et soutenir Jean-François Niceron. Seigneur de Condé, maître d'hôtel du Roi et de sa Chambre aux deniers, souvent considéré comme le surintendant des plaisirs du roi, chorégraphe de nombreux ballets où il fit danser le jeune Louis XIV, il fut l'organisateur de brillantes réceptions, tant dans sa campagne de Chantemesle à Essonnes, où Louis Le Vau édifiera la première "salle à l'Italienne" construite en France, que dans l'hôtel qu'il fit construire par Louis Le Vau, sur l'emplacement de l'actuel no 24 du quai de Béthune à Paris (hôtel d'Hesselin), entre 1640 et 1644. Ce véritable petit palazzo vénitien comportait une chambre à l'Italienne et abritait l'essentiel de ses collections. Le château de Chantemesle (puis Chantemerle à l'époque d'Oberkampf), fut décoré par Jacques Sarrazin, qui y réalise des statues dont une Cérès mais aussi quelques tableaux, Gilles Guérin et Jean Blanchard. Charles Le Brun y avait peint le plafond de la "salle à l'Italienne". Louis Hesselin y  recevra notamment Christine de Suède, la Grande Mademoiselle, le Roi et la Cour, comme Carlo Vigarani, qui purent en admirer les jardins et les jeux d'eau.

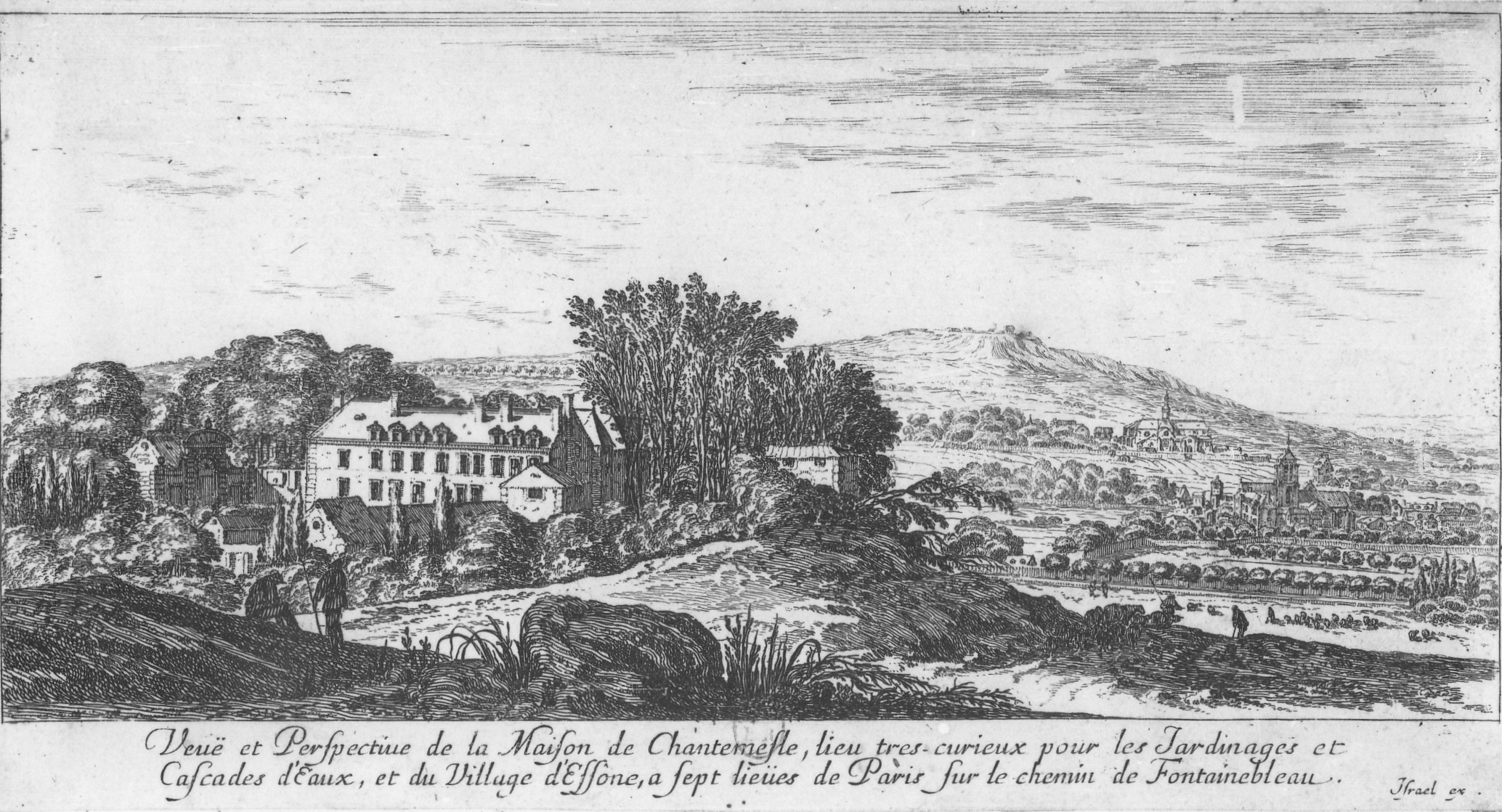
Château de Chantemerle

En 1659 il devient propriétaire du château de Saint-Sépulcre à Villacerf qu'il commence à faire reconstruire par François Le Vau, le fronton côté cour devant porter ses armoiries. Il porte alors le titre de baron de Saint-Sépulcre. Le château sera terminé par Pierre Cottard pour Edouard Colbert de Villacerf, qui lui donne ce nom.
Hesselin est aussi connu pour sa curiosité, son goût des arts, illustré par l'aménagement de ses demeures, par ses collections et ses relations avec de nombreux artistes. Il fut particulièrement proche du Premier peintre du Roi, Simon Vouet (1590-1649) et de son gendre Michel Dorigny (1616-1665) qui travaillèrent à la décoration de son hôtel.
Louis Hesselin, qui se distingue par une fidélité au Roi, même pendant la Fronde où il recevra la mère du Grand Condé à Chantemesle, aurait conseillé Fouquet dans l'organisation de la fête de Vaux du 17 août 1661. Il meurt le 8 août 1662 dans son hôtel parisien où il demeurait seul, bien qu'ayant eu, pendant plusieurs années, une maîtresse presque officielle et un fils naturel, légitimé, qui sera le dernier à porter ce nom. Si une partie de ses bronzes et quelques belles pièces d'orfèvrerie dues à Sarazin, seront acquis pour le Roi ;  ses héritiers, sauf son fils, subiront les foudres de la Chambre de Justice créée par Colbert en 1661. Un peu comme l'annonçait sa devise (« SUPER EST DUM VITA MOVETUR » que l’on pourrait traduire par "Il brille tant que la vie l’agite") présente sur ses jetons, sa médaille, comme au plafond de sa Chambre à l'Italienne, entourant un feu de Bengale, il ne reste plus rien aujourd'hui de ses propriétés, et guère plus de ses collections.

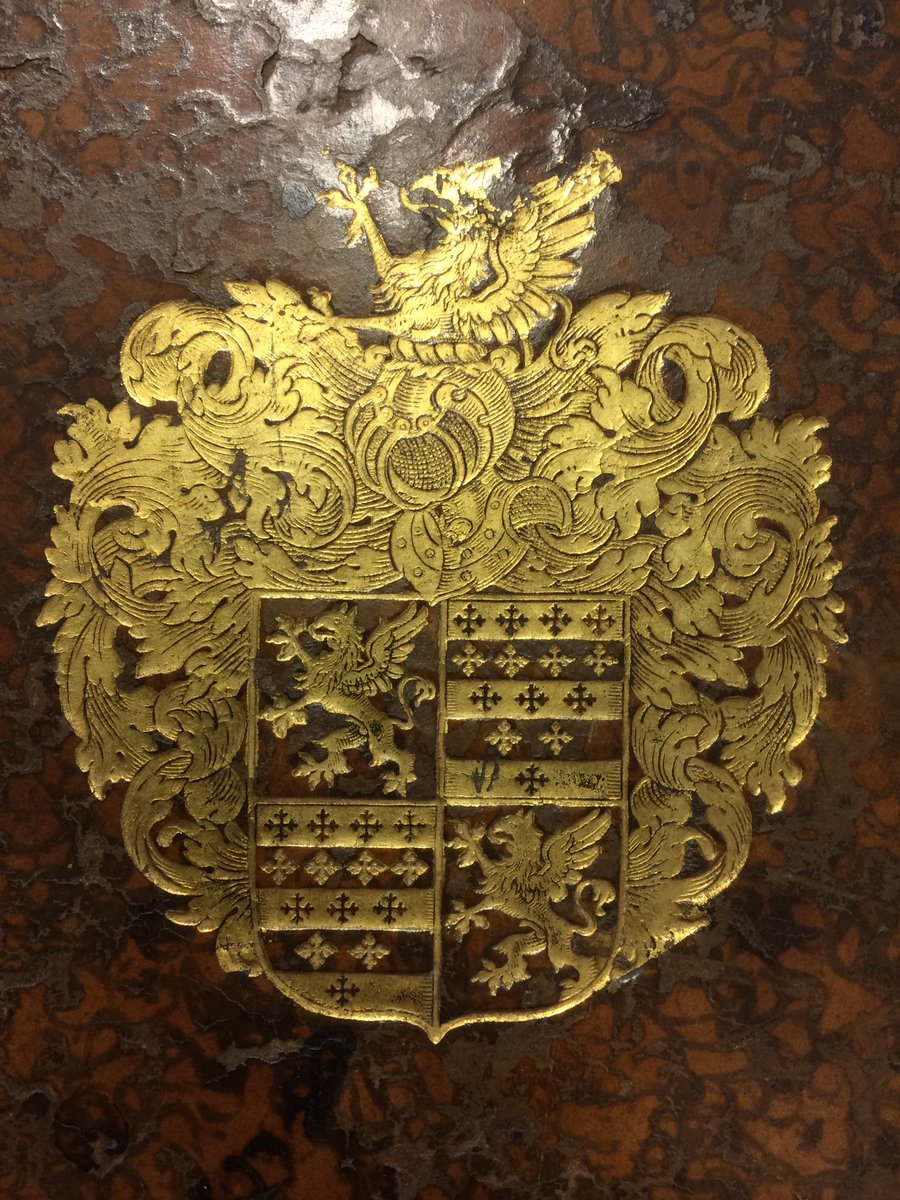
reliure: fer aux armes

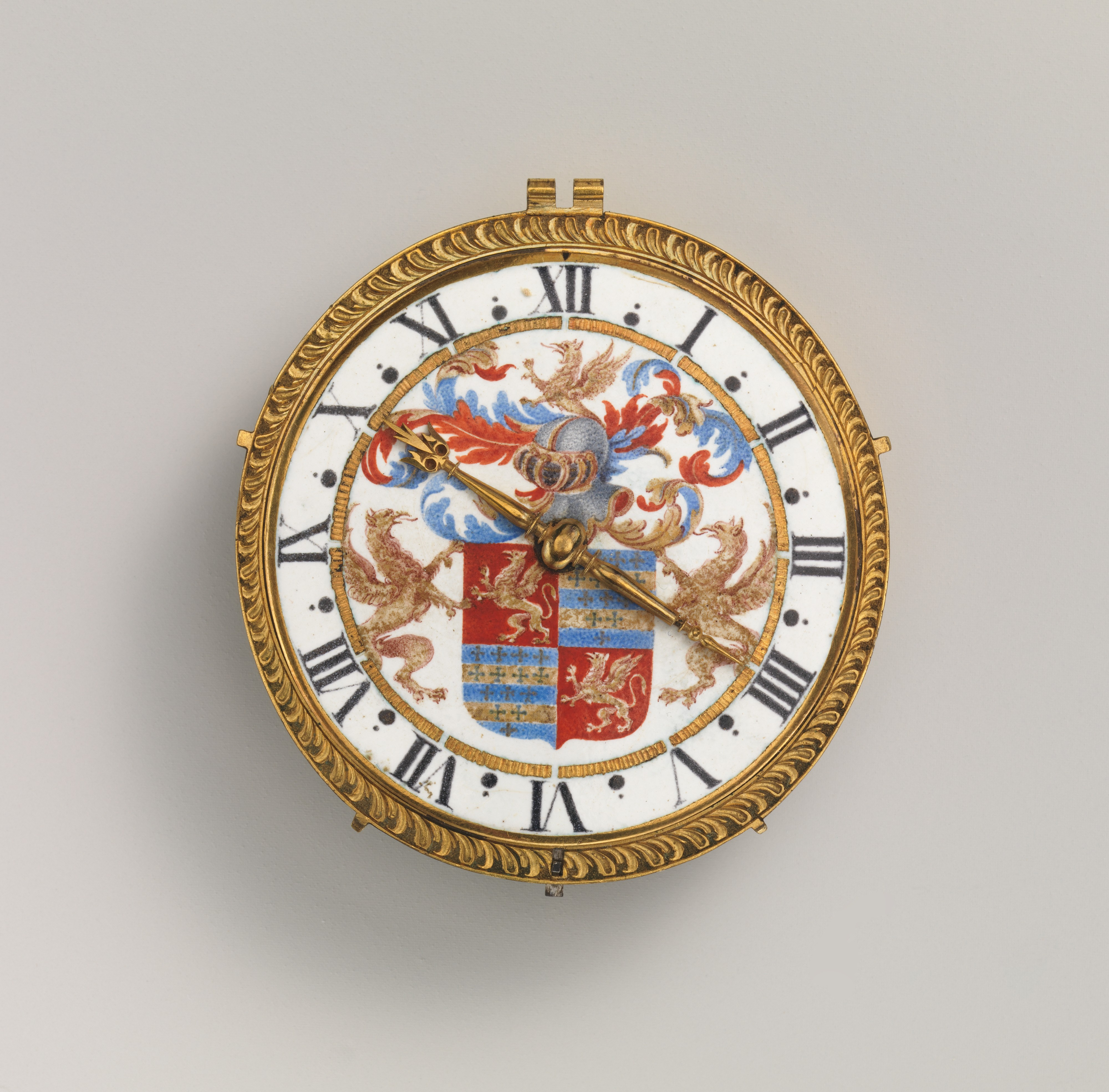
Cadran de montre émaillé collection du Metropolitan Museum, New-York Armoiries: écartelé Cauchon (1-4) Hesselin (2-3), supports deux griffons, cimier orné d'un griffon hissant, peinture de Simon Vouet

## Armoiries
- « De gueules au griffon d'or » de Cauchon

Il écartèle ses armoiries avec celles des Hesselin :
- « D'or à deux fasces d'azur et quatorze croix fleuronnées de l'un en l'autre (4,4,3,2,1) » de Hesselin
- Devise "Superest dum vita movetur"

Gilles Guérin avait sculpté l'écusson ornant la façade de son hôtel parisien , conformement à l'héraldique puisque écartelé 1 et 4 de Cauchon et 2 et 3 d'Hesselin . Dans son portrait gravé par Nanteuil on retrouve le même écartelé, également utilisé pour le fer de ses reliures  et le jeton de la chambre des deniers .
Ses armoiries lui permettent de conserver les armes de la famille Cauchon tout en respectant les volontés testamentaires exprimées par son oncle.

## Descendance
D'une relation de plusieurs années avec Renée d'Elbeuf  nait un fils Louis, reconnu par son père en 1656, dit le Chevalier Hesselin, qui sera un temps, mousquetaire du roi. Il aura lui-même un fils Louis, déclaré disparu depuis quatorze ans, en 1729 et deux filles. La lignée s'éteint avec elles au milieu du XVIIIe siècle.

## Hommages
La municipalité de Corbeil-Essonnes a donné son nom à une voie de la ville, de même que celle de Villacerf.

### Sources
- Procès-verbal de pose de scellés après le décès de Louis Hesselin, archives nationales, Y 11111, 8 août 1662.
- Inventaire après le décès de Louis Hesselin, archives nationales, Minutier central, XX, 310, 31 août 1662.